# Seznam slovenskih biatloncev
Seznam slovenskih biatloncev. (Glej tudi: Seznam slovenskih smučarskih tekačev)

## B
- Tjaša Bahovec
- Klemen Bauer
- Tadeja Brankovič Likozar
- Gregor Brvar
- Marjan Burgar

## C
- Alex Cisar

## D
- Peter Dokl
- Marko Dolenc
- Miha Dovžan
- Lili Drčar
- Mitja Drinovec

## F
- Jakov Fak

## G
- Tomas Globočnik
- Sašo Grajf
- Andreja Grašič (por. Koblar)
- Teja Gregorin
- Dijana Grudiček (por. Ravnikar)

## H
- Simon Hočevar (1990)

## I
- Rok Ingolič

## J
- Albin Jakopič (nord. kombinatorec)
- Tomaž Jerončič

## K
- Boštjan Klavžar?
- Polona Klemenčič
- Živa Klemenčič
- Andreja Koblar
- Simon Kočevar
- Matej Kordež
- Tomáš Kos

## L
- Anamarija Lampič
- Andrej Lanišek
- Lucija Larisi
- Boštjan Lekan
- Tadeja Brankovič Likozar
- Miha Larisi

## M
- Andreja Mali
- Janez Marič
- Matejka Mohorič

## O
- Lenart Oblak
- Matej Oblak (*1990)
- Janez Ožbolt

## P
- Lovro Planko
- Miha Podgornik
- Urška Poje
- Jože Poklukar
- Matjaž Poklukar
- Primož Poklukar
- Domen Potočnik
- Luka Prosen?

## R
- Dijana (Grudiček) Ravnikar
- Lena Repinc
- Matic Repnik
- Jaka Reš
- Vasja Rupnik

## S
- Damjan Sterle

## Š
- Matej Šimenc?
- Tomaž Šušteršič

## T
- Rok Tršan
- Franc Turšič

## U
- Boštjan UIe

## V
- Jure Velepec
- Uroš Velepec
- Anton (Toni) Vidmar
- Marjan Vidmar
- Klara Vindišar

## Z
- Kaja Zorč
- Andrej Zupan
- Peter Zupan

## Ž
- Tomaž Žemva